# Classi U e V (cacciatorpediniere)
Le classi U e V sono state due gruppi da 8 cacciatorpediniere ciascuno costruiti per la Royal Navy britannica durante la seconda guerra mondiale. Le unità delle due flottiglie, varate tra il 1942 ed il 1943, ricevettero nomi inizianti rispettivamente con le lettere U e V, ad eccezioni delle unità capoflottiglia che vennero battezzate con i nomi di famosi comandanti del passato, già portati onorevolmente da unità perse in combattimento. I due gruppi di navi erano anche noti con i nomi di Settima e Ottava Flottiglia di Emergenza, costruite in base al War Emergency Programme. Le unità delle due classi erano equipaggiate con il sistema di controllo fuoco denominato Fuze Keeping Clock.

## Navi

### Classe U
- Grenville, capoflottiglia, costruita nei cantieri Swan Hunter, Tyneside, impostata il 1º novembre 1941, varata il 12 ottobre 1942 e completata il 27 maggio 1943.
- Ulster, costruita nei cantieri Swan Hunter, impostata il 12 novembre 1941, varata il 9 novembre 1942 e completata il 30 giugno 1943.
- Ulysses, costruita nei cantieri Cammell Laird, Birkenhead, impostata il 14 marzo 1942, varata il 22 aprile 1943 e completata il 23 dicembre seguente.
- Undaunted, costruita nei cantieri Cammell Laird, impostata l'8 settembre 1942, varata il 19 luglio 1943 e completata il 3 marzo 1944.
- Undine, costruita nei cantieri John I. Thornycroft and Company, Woolston, impostata il 18 marzo 1942, varata il 1º giugno 1943 e completata il 23 dicembre seguente.
- Ursa, costruita nei cantieri John I. Thornycroft, impostata il 2 maggio 1942, varata il 22 luglio 1943 e completata il 1º marzo 1944.
- Urchin, costruita nei cantieri Vickers-Armstrongs, Barrow, impostata il 28 marzo 1942, varata l'8 marzo 1943 e completata il 24 settembre successivo.
- Urania, costruita nei cantieri Vickers-Armstrong, impostata il 18 giugno 1942, varata il 19 maggio 1943 e completata il 18 gennaio 1944.

### Classe V
- Venus, costruita nei cantieri Fairfields, impostata il 12 gennaio 1942, varata il 22 febbraio 1943 e completata il 28 agosto seguente.
- Verulam, costruita nei cantieri Fairfields, impostata il 26 gennaio 1942, varata il 22 aprile 1943 e completata il 10 dicembre seguente.
- Vigilant, costruita nei cantieri Swan Hunter, impostata il 31 gennaio 1942, varata il 22 dicembre seguente e completata il 10 settembre 1943.
- Virago, costruita nei cantieri Swan Hunter, impostata il 16 febbraio 1942, varata il 4 febbraio 1943 e completata il 5 novembre seguente.
- Hardy - capoflottiglia, costruita nei cantieri John Brown & Company, Clydebank, impostata il 14 maggio 1942, varata il 18 marzo 1943 e completata il 14 agosto seguente. Affondata il 30 gennaio 1944.
- Valentine, costruita nei cantieri John Brown, impostata l'8 ottobre 1942, varata il 2 settembre 1943 e completata il 28 febbraio 1944. Trasferita alla Royal Canadian Navy e rinominata HMCS Algonquin.
- Vixen, costruita nei cantieri J. Samuel White, Cowes, impostata il 31 ottobre 1942, varata il 14 settembre 1943 e completata il 5 marzo 1944. Trasferita al Canada e rinominata HMCS Sioux.
- Volage, costruita nei cantieri J. Samuel White, impostata il 31 dicembre 1942, varata il 15 dicembre 1943 e completata il 26 maggio 1944.